# Pavetta kimberleyana
Pavetta kimberleyana är en måreväxtart som beskrevs av Sally T. Reynolds. Pavetta kimberleyana ingår i släktet Pavetta och familjen måreväxter. Inga underarter finns listade i Catalogue of Life.